# Isaloides
Isaloides F. O. P.-Cambridge, 1900 è un genere di ragni appartenente alla famiglia Thomisidae.

## Distribuzione
Le tre specie note di questo genere sono diffuse in America centrale: la specie dall'areale più vasto è la I. putus, rinvenuta in località del Messico e di Panama

## Tassonomia
Non sono stati esaminati esemplari di questo genere dal 1992.
A giugno 2014, si compone di tre specie:
- Isaloides putus (O. P.-Cambridge, 1891)[2] — Messico, Panama
- Isaloides toussainti Banks, 1903 — Cuba, Hispaniola
- Isaloides yollotl Jiménez, 1992 — Messico